# Jiří Lev
Jiří Lev (* 1979 Brno, poněmčeně Löw) je česko-australský architekt, urbanista a soudní znalec pracující v oblasti udržitelné veřejné, duchovní, rezidenční a humanitární architektury. Levova díla jsou známá svým velmi rozmanitým, místně vhodným architektonickým stylem, důsledným uplatňováním principů udržitelného designu a hojným používáním přírodních, téměř surových a místních stavebních materiálů, jako je dřevo, kámen, konopný beton, canite nebo výrobky z hlíny a vápna (Holtermann Museum, Dům s nádvořím, Tasmanian House). Jeho návrhy byly široce publikovány a replikovány.

## Život
Lev se narodil r. 1979 v Brně a byl vzdělán tamtéž na Gymnáziu Matyáše Lercha. Svou multidisciplinární praxi poprvé zahájil v Praze v roce 1998.
V roce 2005 se přestěhoval do Austrálie, kde studoval architekturu na University of Newcastle pod vedením Richarda Leplastriera a Kerry a Lindsayho Clarových. Během studií Lev založil ArchiCamp, festival s účastí předních australských architektů, představující nový koncept volně organizovaných akcí zaměřených na neformální vzdělávání studentů architektury a architektonickou intervenci ve znevýhodněných nebo katastrofami zasažených komunitách.
V roce 2014 Lev založil svou vlastní architektonickou praxi Atelier Jiri Lev. Jejím prvním projektem bylo Holtermannovo muzeum. Komunitní projekt v Gulgongu v Novém Jižním Walesu zahrnoval obnovu a přístavby dvou historických budov, také zobrazených na australských desetidolarových bankovkách.
V reakci na australské lesní požáry v r. 2019–20 Lev založil Architects Assist, australskou humanitární organizaci architektů a studentů architektury poskytující zdarma pomoc lidem postiženým přírodními katastrofami a jinými nepříznivými okolnostmi. V polovině roku 2020 organizace zastupovala přibližně 600 zúčastněných architektonických firem a 1500 studentských dobrovolníků.
V rozhovoru pro stanici ABC začátkem roku 2020 Lev odhalil plány na nové modelové sídlo v Tasmánii, které by řešilo krizi v oblasti bydlení a životního prostředí. Návrh projektu byl volně inspirován cohousingovým a ecovillage hnutím i tradičními evropskými osadami.
Během bytové krize v letech 2010–2020 jeho firma zveřejnila řadu bezplatných stavebních plánů pro udržitelná obydlí s otevřeným kódem do veřejné domény. Návrhy se staly populárními pro svou extrémní úspornost a tradičně inspirovaný styl a byly desetitisícekrát kopírovány, převzaty a replikovány v Austrálii a Severní Americe.

## Filosofie
Lev prosazuje regionálně specifický architektonický design a často odkazuje na lidovou architekturu a principy nového urbanismu. Odmítá globalizované designové trendy jako destruktivní pro genius loci.
Jeho přístup k designu byl v literatuře shrnut jako „úspora prostředků a velkorysost cílů“.
Většina Levových prací se spoléhá na přírodní, téměř surové a místní stavební materiály, vyhýbá se nebo minimalizuje použití chemických úprav, plastů a syntetických barev. Jeho budovy byly nazvány „téměř jedlými“.
Lvův ateliér zrealizoval řadu pro bono a komunitních projektů prostřednictvím workshopů a zapojení studentů. Příležitostně bezplatně publikuje architektonické plány udržitelných domů.
Ateliér až na výjimky nefotí ani nezveřejňuje své projekty; svou práci nepřihlašuje do soutěží ani ocenění.